# Цеханки
Цеханки (пол. Ciechanki) — село в Польщі, у гміні Пухачув Ленчинського повіту Люблінського воєводства. Населення — 699 осіб (2011).

## Історія
1531 року вперше згадується православна церква в селі.

## Населення
Демографічна структура станом на 31 березня 2011 року:
|          | Загалом | Допрацездатний вік | Працездатний вік | Постпрацездатний вік |
| -------- | ------- | ------------------ | ---------------- | -------------------- |
| Чоловіки | 336     | 66                 | 241              | 29                   |
| Жінки    | 363     | 61                 | 224              | 78                   |
| Разом    | 699     | 127                | 465              | 107                  |